# Venceslau I de Luxemburgo
Venceslau I (também Wenceslas, Venceslas, Wenceslaus, Wenzel, ou Václav, geralmente chamado de Wenceslaus de Boémia em crônicas; Praga, 25 de fevereiro de 1337 – Luxemburgo, 7 de dezembro de 1383) foi o primeiro Duque de Luxemburgo, a partir 1355. Era o filho de João da Boêmia, Rei da Boémia, e de Beatriz de Bourbon. 
Em 1353, Carlos IV Rei da Boémia, Conde de Luxemburgo e eleito Sacro-Imperador Romano, confiou o condado, herança do pai, a seu meio-irmão Wenceslau. Em 1355, quando Carlos foi coroado Sacro Imperador Romano-Germânico, elevou Luxemburgo ao status de ducado.
Em 1352, Venceslau casou-se com Joana de Brabante (1322 – 1406), filha de João III de Brabante e Limburgo e de Marie d'Évreux. Em 1355, Joana herdou tanto Brabante, quanto Limburgo. De maneira a garantir a indivisibilidade de Brabante, Venceslau assinou a Entrada Feliz, mas teve de lutar contra seu cunhado Luís II de Flandres, que reclamava os seus direitos no ducado. Wenceslau I não conseguiu evitar que Bruxelas fosse tomada pelos Flamengos, mas um certo Everard 't Serclaes foi bem sucedido em um audacioso golpe para expulsá-los da cidade. Posteriormente, Wenceslaus teve de encarar, como Duque Consorte de Brabante, principalmente desordens internas.
Em 1371, subestimou os poderes militares dos inimigos e entrou em guerra com Gulik, o que resultou em uma derrota humilhante em Baesweiler, tendo perdido parte de seu exército, além de vários nobres. Foi capturado e mantido em cativeiro durante onze meses.
Morreu em Luxemburgo e foi sucedido por Antônio de Valois como Duque de Brabante e por Venceslau II como Duque de Luxemburgo. Há especulações de que tenha morrido de lepra (pois sua esposa, Joana, em vez de acompanhá-lo, permaneceu em Bruxelas). Seu último pedido foi que seu coração fosse retirado de seu corpo e levado a sua esposa. 
Wenceslau I de Luxemburgo escrevia poesias trovadoras, as quais foram encontradas por Auguste Longnon no Méliador de Jean Froissart na década de 1890 (Wenceslau era um mecenas deste cronista). O livro possui setenta e nove poemas (onze baladas, dezesseis virelais, e cinquenta e 52 rondeaus) 
Diferentes fontes atribuem quatro filhos bastardos a Venceslau I:
- Gilles, senhor de Latour;
- Guilherme;
- João;
- N..., cavaleiro teutônico (que pode se tratar da mesma pessoa que Guilherme ou João).